# A.C.A.B.

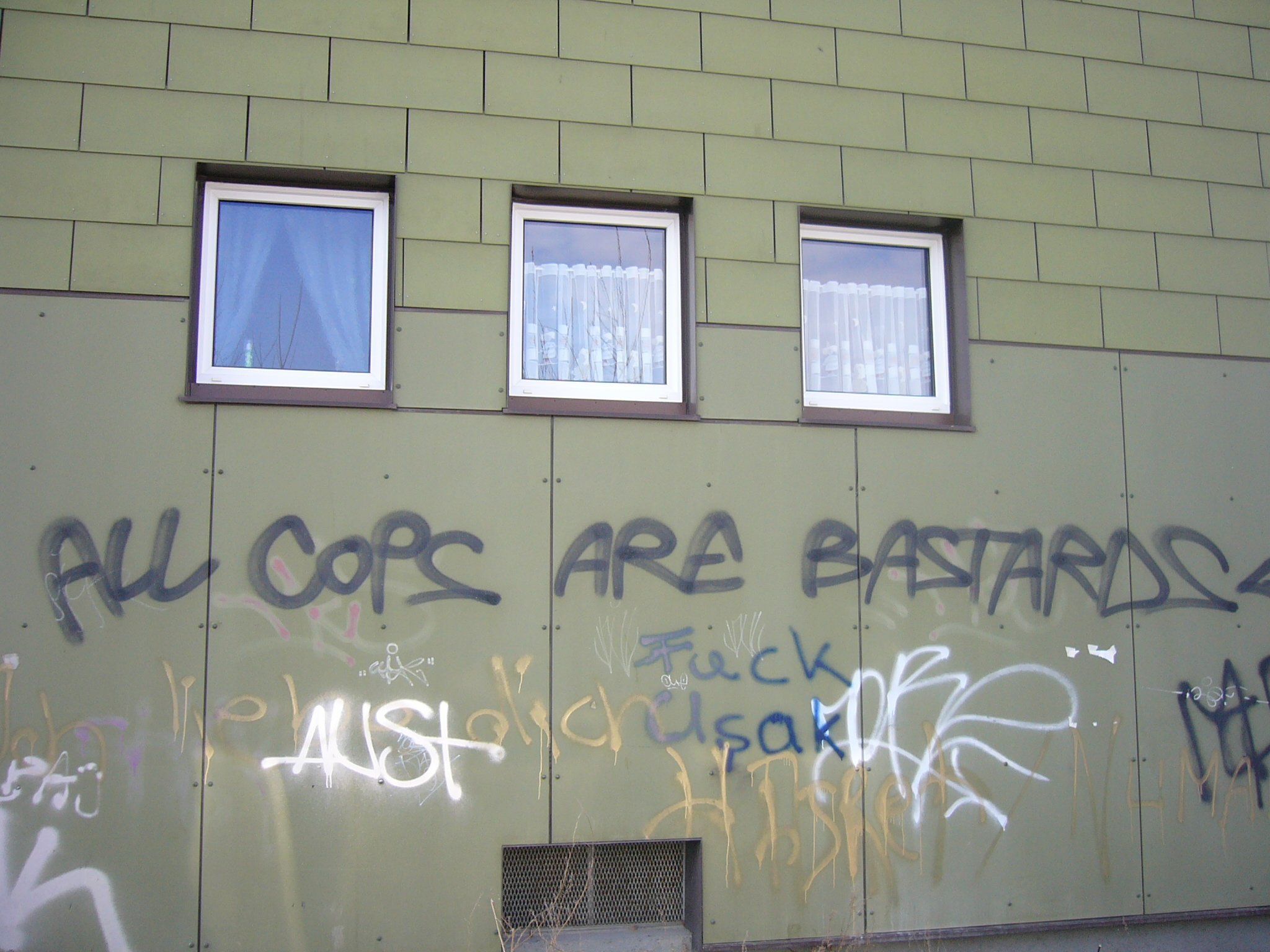
Graffiti vyjadřující odpor k policii

A.C.A.B. (z anglického „All Cops Are Bastards“ – Všichni policajti jsou parchanti!) je zkratka všeobecně konotující odpor proti politickým represím a policejní brutalitě. Má antiautoritářskou konotaci, je však používána i krajní pravicí, hooligans a skinheady jako výraz odporu k policii, a tak i vládnímu státnímu systému obecně. Výrazně zpopularizovaná byla v 80. letech britskou Oi! punkovou kapelou The 4-Skins v jejich stejnojmenném singlu „A.C.A.B.“. Při dotazu policejních sil se zkratka tradičně uvádí jako „Always Carry a Bible“ (Vždy s sebou noste bibli) nebo „All colours are beautiful“ (Všechny barvy jsou pěkné). Obvykle je prezentována vokálně (především jako zkratka, buď anglickým hláskováním počátečních písmen [ejsíejbý], či počeštělým [acab]) nebo nápisy na vlajkách či jiných součástech choreografie ultras skupin. Používá se i jako tetovací motiv či jako motiv na oblečení, placky a různé nášivky. Někdy se zapisuje pomocí čísel označujících pořadí písmen v abecedě: 1.3.1.2 (1312). Zkratka je v i českém prostředí používaná levicovou komunitou, na své oblečení ji umístil například levicově orientovaný server A2larm.